# Czarny Róg (Ostróda)
Czarny Róg ist ein Ort in der polnischen Woiwodschaft Ermland-Masuren. Er gehört zur Gmina Ostróda (Landgemeinde Osterode in Ostpreußen) im Powiat Ostródzki (Kreis Osterode in Ostpreußen).

## Geographische Lage
Czarny Róg liegt im Westen der Woiwodschaft Ermland-Masuren an einer Landspitze, die in den Drewenzsee (polnisch Jezioro Drwęckie) hineinragt. Die Kreisstadt Ostróda (Osterode in Ostpreußen) liegt südöstlich, und bis zum Stadtzentrum sind es lediglich zwei Kilometer.

## Geschichte
Über die Geschichte des Ortes Czarny Róg liegen keine Belege vor, auch nicht in Beantwortung der Frage, ob der Ort vor 1945 eine deutsche Namensform trug. Möglich ist die Entstehung des Weilers (polnisch Osada) erst nach 1945. Der Name Czarny Róg (= „Schwarzes Horn“) könnte dann in Anlehnung an den nahegelegenen Waldsee Jezioro Czarne (= „Schwarzer See“, vor 1945 Klynacksee, polnisch nach 1945 kurzzeitig auch Jezioro Kliniak) gewählt worden sein.

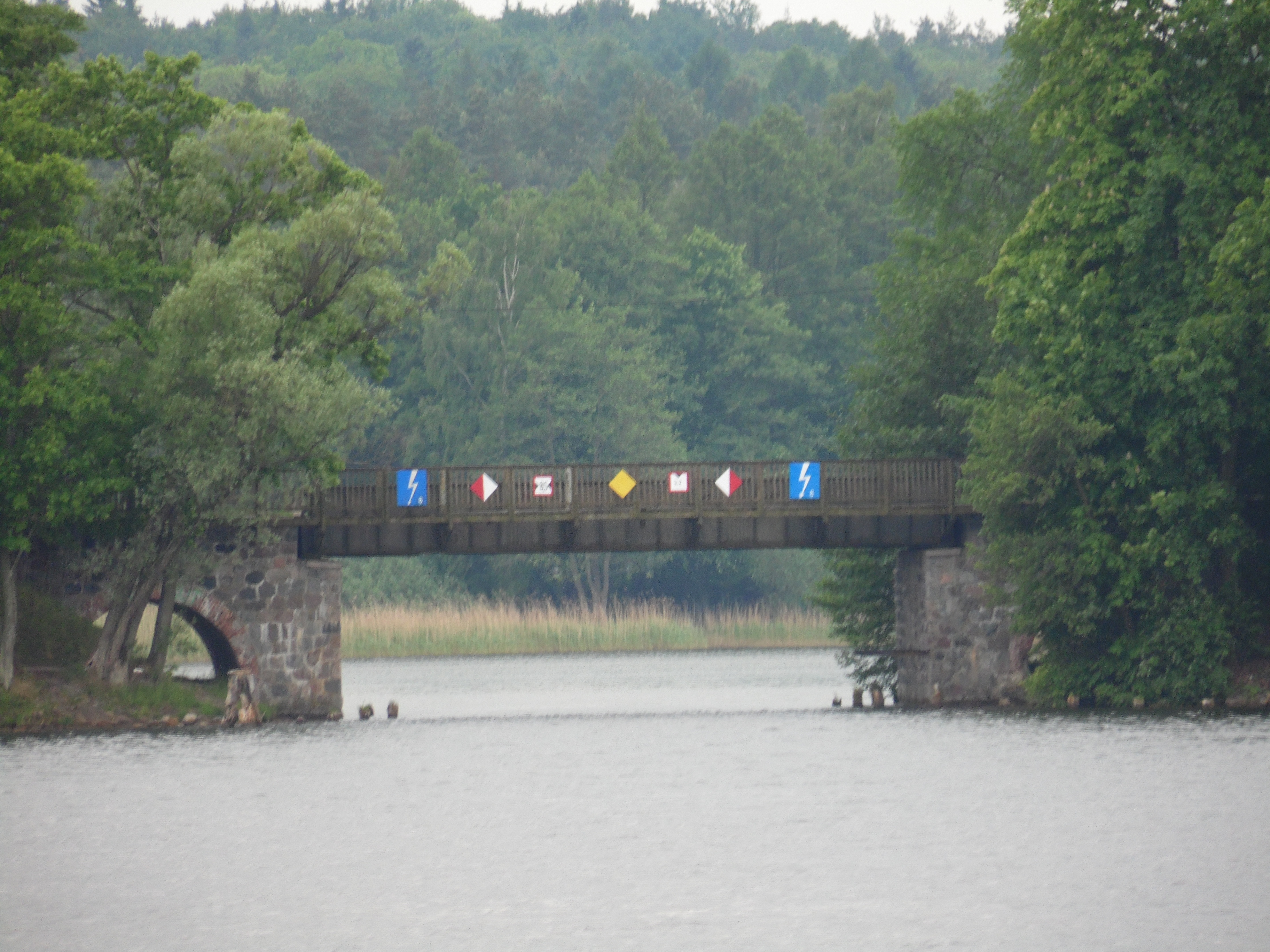
Die Eisenbahnbrücke bei Czarny Róg

Für Czarny Róg kennzeichnend ist die Eisenbahnbrücke, die die Drewenz (polnisch Drwęca) überspannt. Über sie verkehrten ab 1893 die Züge von Osterode (Ostróda) über Klynacksee (Kliniak, nur bis 1948) und Pillauken (Piławki) nach Liebemühl (Miłomłyn) und weiter bis Mohrungen (Morąg) und Wormditt (Orneta). Die Bahnstrecke Ostróda–Morąg wurde noch bis 1993 von der Polnischen Staatsbahn (PKP) der Linie 257 bedient, zuletzt lediglich im Güterverkehr, danach ausgesetzt. Sie ist heute schon fast gänzlich demontiert.
Czarny Róg ist eine Ortschaft innerhalb der Landgemeinde Ostróda (Osterode i. Ostpr.) im Powiat Ostródzki (Kreis Osterode in Ostpreußen), bis 1998 der Woiwodschaft Olsztyn, seither der Woiwodschaft Ermland-Masuren zugehörig.

## Kirche
Kirchlicherseits gehört Czarny Róg zu den Kirchen in der Stadt Ostróda – in der Diözese Masuren der Evangelisch-Augsburgischen Kirche in Polen bzw. im Erzbistum Ermland der Römisch-katholischen Kirche.

## Verkehr
Nach Czarny Róg führt keine Straßenverbindung. Lediglich ein Landweg, der von Ostróda bis nach Miłomłyn verläuft und wegen seiner Waldlage von Touristen gerne wahrgenommen wird. Die nächste Bahnstation ist die Stadt Ostróda an der Bahnstrecke Toruń–Tschernjachowsk.